# Sdružení obcí povodí Morávky
Sdružení obcí povodí Morávky je svazek obcí v okresu Frýdek-Místek, jeho sídlem je Dobrá a jeho cílem je společné úsilí o získání dotací, podpor apod. za účelem zlepšení podmínek životního prostředí, rozvoje cestovního ruchu celé oblasti. Sdružuje celkem 10 obcí a byl založen v roce 1995.

## Obce sdružené v mikroregionu
- Dobrá
- Dobratice
- Krásná
- Morávka
- Nižní Lhoty
- Nošovice
- Pražmo
- Raškovice
- Vojkovice
- Vyšní Lhoty